# ボスコトレカーゼ
ボスコトレカーゼ（イタリア語: Boscotrecase）は、イタリア共和国南部カンパニア州北西部ナポリ県に属する、人口約1万人の基礎自治体（コムーネ）である。

## 地理

### 位置・広がり
ナポリ県のコムーネ。県都ナポリから東南東へ18mkの距離にある。

### 隣接コムーネ
隣接するコムーネは以下の通り。
- ボスコレアーレ
- エルコラーノ
- オッタヴィアーノ
- テルツィーニョ
- トッレ・アンヌンツィアータ
- トッレ・デル・グレーコ
- トレカーゼ

## 不祥事
2016年7月に、自身の出勤を記録するタイムレコーダに「出勤した」と記録してから私用で外出する者や、他の職員にタイムレコーダを操作させて自分は出勤していることにしてもらうなどの手口による「ずる休み」によって、役所の職員の約半数に当たる23人が警察に逮捕されたため、役所の業務が滞るという事態が発生した。